# Taketombo

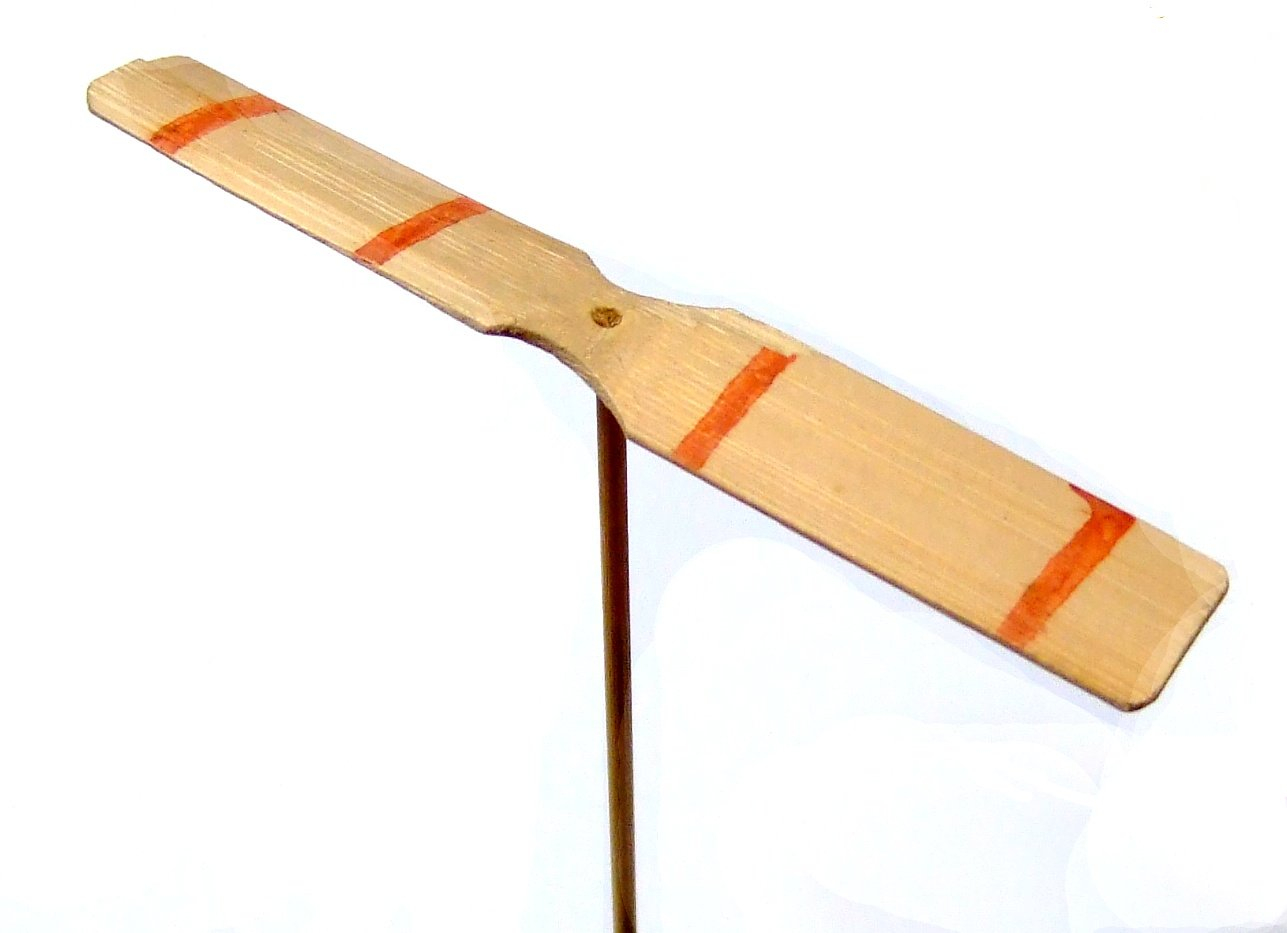
Hélice del taketombo

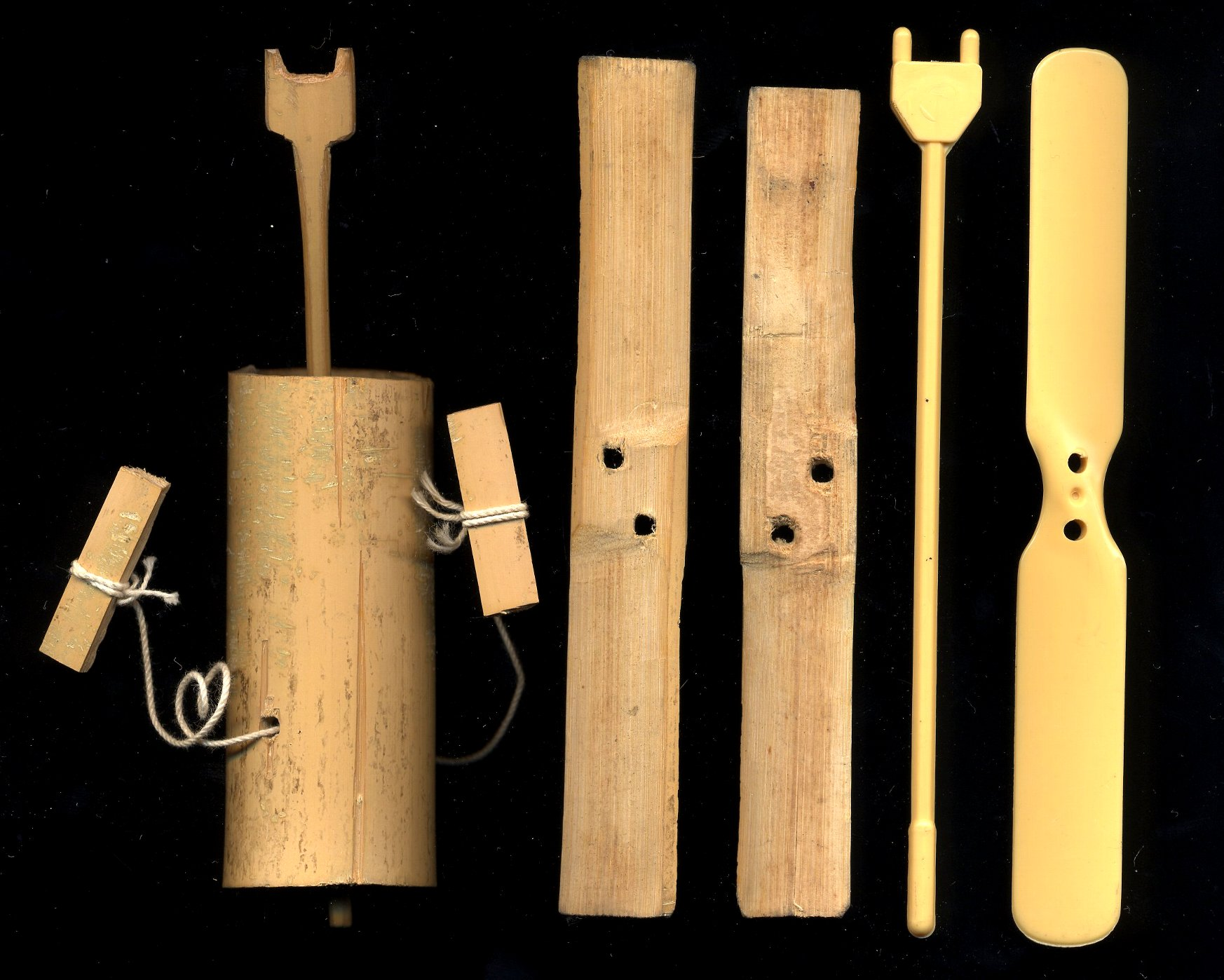
Componentes

El taketombo (en japonés taketonbo (竹とんぼ), en chino zhuqingting (竹蜻蜓 o 竹蜻蛉)), también llamado Bamboo Dragonfly (literalmente en ambos casos se traduciría al castellano por “libélula de bambú”) es un tradicional juguete japonés, apto para niños de una edad de 8 años o superior. En inglés también se lo llama bamboo-copter (es decir, "bambucóptero" o "helicóptero de bambú"). Fue originado en los reinos combatientes (China) sobre el año 400 a. C.
El modelo más común consta de una hélice a la que hay fijado un palillo de forma cilíndrica. Para hacerlo volar se hace rodar este último por las palmas de las manos, al tiempo que éstas se frotan una a la otra. Esto hace girar la hélice a gran velocidad, lo que propulsa al aparato unos metros.